# Remipedia
I Remipedi (Remipedia) sono una classe di crostacei ciechi, trovati in grotte sottomarine in Australia, nelle Canarie e nei Caraibi.

## Sistematica
Il primo remipede descritto fu il fossile Tesnusocaris goldichi, ma, dal 1979, sono state scoperte solo una dozzina di specie. Queste specie sono state assegnate all'ordine Nectiopoda, che comprende due famiglie, Godzilliidae e Speleonectidae.

## Descrizione
Le specie di questo gruppo sono incolori, con una testa e circa 32 segmenti simili tra loro che formano il tronco. Le appendici sono laterali in ogni segmento, e gli animali nuotano all'indietro, muovendosi lentamente.
Hanno degli artigli connessi a delle ghiandole secretorie; non si sa ancora se in queste ghiandole ci siano succhi digestivi o veleno, o se i remipedi si cibino di detriti o di organismi viventi. Hanno un corpo primitivo (tra i crostacei) e si pensa che siano un gruppo crostaceo basale.
Fanenbruck (2004) ha fatto notare che almeno una specie, il Godzilliognomus frondosus, ha un cervello ben organizzato e differenziato, con un'area olfattoria molto sviluppata (non sorprende, visto che essi vivono soprattutto in luoghi senza luce). La grandezza e la complessità del cervello suggeriscono che i Remipedia possono essere sister taxon dei Malacostraca, i più evoluti tra i crostacei. Questa è anche una delle ragioni per cui vengono inclusi nell'ipotesi Pancrustacea.